# Сирьянохори
Сирьянохо́ри или Сиранохири (греч. Συριανοχώρι, тур. Yayla, англ. Syrianochori) — деревня на севере Кипра. Согласно административному делению Республики Кипр, относится к району Никосия. Контролируется частично признанной Турецкой Республикой Северного Кипра, входя, по её делению, в состав района Гюзельюрт. Население деревни составляет 755 человек по состоянию на 2006 год.